# 杨建甲
杨建甲（1950年6月—），男，汉族，云南沾益人，中华人民共和国政治人物，曾任中共云南省纪委副书记，云南省人大常委会副主任，第九届全国人大代表。